# Warship (jeu vidéo)
Pour les articles homonymes, voir Warship.
Warship est un jeu vidéo de type wargame créé par Gary Grigsby et publié par Strategic Simulations en 1986 sur Apple II, Atari 8-bit et Commodore 64. Il est ensuite porté sur Atari ST et IBM PC en juin 1988. Le jeu simule des combats navals tactiques nocturnes dans l’océan Pacifique pendant la Seconde Guerre mondiale. Il propose quatre scénarios, dont trois retracent des évènements historiques : la première et la seconde bataille navale de Guadalcanal et la bataille de la baie de l'Impératrice Augusta. Il permet de plus de créer des scénarios personnalisés pour lesquels le joueur peut sélectionner le type et l’emplacement du combat et définir les forces en présences, parmi 79 navires caractérisés par leur vitesse, leur flottabilité, leur radar, l'épaisseur de leur blindage et leur armement. Le jeu se déroule au tour par tour et alterne une phase d’ordre, qui permet de donner des instructions aux navires, et une phase d’action, où ces ordres sont exécutés et qui représente deux minutes de combat. Les phases d’actions s’enchainent automatiquement et c’est le joueur qui décide de basculer dans la phase d’ordre. Pour donner des ordres à ses navires, le joueur dispose de deux modes de commandement : le mode navire, qui permet de donner des instructions à un navire en particulier, et le mode division, qui permet de donner des ordres à un groupe de navires.
À sa sortie, Warship est salué par la presse spécialisée qui fait notamment l’éloge de sa manière d’enchainer les phases d’actions, de ses deux modes de commandements et des possibilités qu’il offre en matière de création de scénarios personnalisés. Les critiques le considèrent donc comme une réussite qui combine réalisme et jouabilité, le magazine Computer Gaming World jugeant notamment que si son sujet n’intéressera pas forcement tout le monde, il transpose les sensations des combats navals de nuit « mieux que n’importe quel autre jeu ». À la suite de ce succès, Gary Grigsby en développe une suite, basé sur le même moteur de jeu et baptisée Battle Cruiser. Celle-ci est publiée en 1987 et transpose le système de jeu de son prédécesseur à des combats navals dans l'océan Atlantique pendant la Première Guerre mondiale et la Seconde Guerre mondiale.

## Trame
Warship se déroule dans l’océan Pacifique pendant la Seconde Guerre mondiale. Parmi les quatre scénarios proposés dans le jeu, trois retracent des évènements historiques : la première et la seconde bataille navale de Guadalcanal et la bataille de la baie de l'Impératrice Augusta. La première se déroule dans la nuit du 12 au 13 novembre 1942 alors qu’une flotte de croiseurs et de destroyers de l'US Navy interceptent la flotte impériale japonaise, menée par les cuirassés Kirishima et Hiei, en route pour une opération de bombardement contre Henderson Field. Le second se déroule dans la nuit du 14 au 15 novembre, alors que la flotte américaine, renforcé des cuirassés USS Washington et USS South Dakota, fait face à une nouvelle attaque des japonais, toujours menées par le Kirishima. Le troisième se déroule dans la nuit du 1er au 2 novembre 1943 alors deux croiseurs lourds, deux croiseurs légers et six destroyers japonais, envoyé pour bombarder l'île de Bougainville, sont intercepter par quatre croiseurs légers et huit destroyers américains.

## Système de jeu
Warship est un wargame qui simule des combats navals tactiques nocturnes dans l’océan Pacifique pendant la Seconde Guerre mondiale. Le jeu propose quatre scénarios, dont trois retracent des évènements historiques : la première et la seconde bataille navale de Guadalcanal et la bataille de la baie de l'Impératrice Augusta. Outre ces quatre scénarios, le jeu permet d’en créer de nouveaux. Pour cela, le joueur peut s’appuyer sur une bibliothèque de 79 navires américains, japonais, allemands, anglais et australiens qui sont notamment caractérisés par leur vitesse, leur flottabilité, leur radar, l'épaisseur de leur blindage et leur armement,,. Il peut également choisir entre trois types de missions : bataille en ligne, bombardement et transport. Dans le premier, deux flottes s’affrontent sans autres objectifs que de détruire les navires ennemis. Dans le second, la flotte d’un des joueurs est en route pour une mission de bombardement côtier et celui-ci gagne des points si des navires à qui il reste des munitions parviennent à sortir de la carte. Le dernier fonctionne de la même manière, des points étant attribué lorsque des navires de transports parviennent à sortir de la carte. 
Le jeu se déroule sur une carte de 60 000 yards par 60 000 yards qui peut inclure ou non des zones terrestres. Une carte de Ironbottom Sound est incluse dans le jeu et le joueur peut également en créer de nouvelles. Les joueurs jouent alternativement, chaque tour étant divisé en deux phases : une phase d’ordre, qui permet de donner des instructions aux navires, et une phase d’action où ces ordres sont exécutés et qui représente deux minutes de combat. Au terme d’une phase d’action, le jeu ne bascule pas automatiquement dans une nouvelle phase d’ordre. A la place, les phases d’action s’enchainent et c’est le joueur qui décide s’il souhaite donner des ordres en appuyant sur la touche O lorsque l’ordinateur le lui demande. Pour donner des ordres à ses navires, le joueur dispose de deux modes de commandement : le mode navire et le mode division. Le premier lui permet de donner des instructions à un navire en particulier, dont il peut définir la direction, la vitesse et les cibles. Le second lui permet de donner des ordres à un groupe de navire, dont il peut définir la formation, la direction et la vitesse mais aussi décider s’ils doivent ouvrir ou non le feu, sans pour autant devoir définir leurs cibles. Le joueur peut basculer entre les deux modes à tout moment.

## Développement et publication
Warship est développé par Gary Grigsby. Il est publié par Strategic Simulations en à l’automne 1986 sur Apple II, Atari 8-bit et Commodore 64,. Il est ensuite porté sur Atari ST et IBM PC en juin 1988,.

## Accueil
| Warship           |      |       |
| Média             | Nat. | Notes |
| CGW               | US   | 3/5   |
| Gen4              | FR   | 96%   |
| Jeux et Stratégie | FR   | 4/5   |
| Tilt              | FR   | 5/6   |

Après sa sortie en 1986, Warship est encensé par le journaliste Bob Proctor du magazine Computer Gaming World. Ce dernier le décrit d’abord comme une version navale d’un précédent jeu de Gary Grigsby, Kampfgruppe. Il note en effet que, comme celui-ci, Warship peut se jouer seul ou à deux, qu’il propose quelques scénarios mais permet surtout d’en créer de nouveaux, qu’il simule de manière réaliste le manque d’information qu’a un commandant de la situation et qu’il est de plus un jeu très ouvert, permettant au joueur de sélectionner les forces en présence, le type et le l’emplacement du combat. Concernant le jeu en lui-même, il met d’abord en avant sa manière de gérer l’alternance des tours qui, pour lui, accélère grandement le rythme du jeu en offrant au joueur de l’action en continu, comme si le jeu se dérouler en temps réel. Il considère cependant que « la fonctionnalité la plus réussie et la plus innovante » et la présence de deux modes de commandements, qu’il juge parfaitement intégrée au jeu. Son seul regret concerne l’absence d’une option permettant d’avoir accès à toutes les informations de l’affrontement, plutôt que d’avoir seulement le point de vue réaliste du commandant, afin de pouvoir analyser l’affrontement plutôt que de seulement « revivre » celui-ci. Globalement, il considère le jeu comme une réussite, qui parvient à combiner « réalisme et jouabilité » et qui est « quasiment exempt de défauts », et conclut que si son sujet n’intéressera peut être pas tout le monde, il transpose les sensations des combats navals de nuit « mieux que n’importe quel autre jeu ». À sa sortie en France, le jeu est également encensé par la presse spécialisée. Pour le magazine Tilt, il est en effet un wargame « très complet et de haut niveau » qui, malgré une petite faiblesse au niveau de l’aéronavale, constitue « un excellent wargame ». De leur côté, les journalistes du magazine Gen4 salue le retour de Strategic Simulations à des jeux de qualité. Ils jugent en effet que Warship est « excellent en tous points », à tel point qu’on ne se rend presque pas compte de sa complexité. Ils expliquent en effet que si une étude approfondie de la documentation reste nécessaire, il bénéficie d’un système de jeu « puissant et pratique », grâce notamment à l’utilisation de la souris qui simplifie vraiment son maniement. Ils saluent enfin sa documentation, jugée très intéressante et complète, ainsi que ses options et son éditeur de scénario qui, d’après eux, lui assure une bonne longévité. Enfin, le journaliste de Jeux et Stratégie le décrit comme une super bataille navale qui « combine les qualités fondamentales des grands jeux », la complexité et l’accessibilité.

## Postérité
Le jeu a bénéficié d'une suite baptisé Battle Cruiser et publiée en 1987. Celle-ci reprend le système de jeu de son prédécesseur mais simule des combats navals dans l'océan Atlantique pendant la Première Guerre mondiale et la Seconde Guerre mondiale.